# Département de Pikine
Le département de Pikine est l'un des 46 départements du Sénégal et l'un des 5 départements de la région de Dakar. Il est situé à l'ouest du pays, dans la presqu'île du Cap-Vert.

## Géographie
Le département est bordé au sud par l'Océan Atlantique et est limitrophe des quatre autres départements de la Région de Dakar.
| Guédiawaye | Keur Massar  | Keur Massar |
| Dakar      | Pikine       | Rufisque    |
|            | Baie de Hann |             |

## Histoire
Le département de Pikine est créé en 1983, il fait partie des trois circonscriptions administratives de la région de Dakar. En 2002, la partie nord-ouest du département est détachée pour constituer le département de Guédiawaye. Depuis mai 2021, l'arrondissement des Niayes est séparé de la ville de Pikine par le décret n° 2021-687 qui institue désormais le département de Keur Massar comme 46e département du Sénégal.

## Administration
Son chef-lieu est la ville de Pikine. Le département de Pikine est constitué de deux arrondissements et 12 communes d'arrondissement.
| Arrondissements | Population (2013) | Superficie km2 | Communes d'arrondissement                                                                                     |
| --------------- | ----------------- | -------------- | --- |
| Dagoudane       | 328 670           | 15             | Dalifort • Djidah Thiaroye Kaw • Guinaw Rail Nord • Guinaw Rail Sud • Pikine Est • Pikine Nord • Pikine Ouest |
| Thiaroye        | 343 000           | 31             | Tivaouane Diacksao • Diamaguène Sicap Mbao • Mbao • Thiaroye-sur-Mer • Thiaroye Gare                          |

Le département est représenté par 90 conseillers municipaux.

## Population
En 2013, le département comptait, dans ses limites actuelles, 671 672 personnes. En 2023 il compte 758 554 habitants.

## Économie
Le département de Pikine abrite la plus grande unité de production du Sénégal, les Industries chimiques du Sénégal (ICS), ainsi que d'autres sociétés spécialisées dans le textile et le bois. On y trouve aussi le principal centre de traitement de la viande du Sénégal (SOSEDAS) et le plus grand marché central de poisson du pays.
Le centre commercial El Hadji Omar Tall de Thiaroye Gare est l'un des plus importants de la sous-région.
Les zones de cultures maraîchères comme la Grande Niayes de Pikine  ont tendance à disparaître du fait de l'urbanisation galopante. La forêt classée de Mbao, qui occupe la partie orientale de la circonscription, constitue le principal poumon vert de la région de Dakar. 
La pêche, essentiellement artisanale, est concentrée le long des côtes pikinoises.